# Pável Aleksándrov
Pável Serguéievich Aleksándrov (del ruso: Павел Сергеевич Александров), Bogorodsk, 25 de abril (calendario juliano) o 7 de mayo (gregoriano) de 1896-Moscú, 16 de noviembre de 1982, fue un matemático ruso y soviético. Escribió unos trescientos trabajos e hizo importantes contribuciones a la teoría de conjuntos y a la topología.
En topología, la compactificación de Alexandroff y la topología de Alexándrov llevan su nombre.
Aleksándrov estudió en la Universidad Estatal de Moscú, donde tuvo como profesores a Dmitri Yegórov (o Egórov) y Nikolái Luzin. Junto con Pável Urysón, visitó la Universidad de Göttingen en 1923 y 1924. Tras obtener su doctorado en 1927, siguió trabajando en la Universidad Estatal de Moscú y también se involucró en el Instituto Matemático Steklov. Fue nombrado miembro de la Academia de Ciencias de la Unión Soviética en 1953.
Aleksándrov participó en la ofensiva contra su mentor Nikolái Luzin, en lo que se llamó el caso Luzin (1936).
Aleksándrov tuvo numerosos estudiantes, entre los cuales se encuentran Aleksandr Kúrosh, Lev Pontryaguin y Andréi Tíjonov.
En 1929, conoció al también matemático Andréi Kolmogórov con el que mantuvo una estrecha amistad hasta su muerte.
Pável Aleksándrov no debería ser confundido con Aleksandr Danílovich Aleksándrov, otro matemático del Instituto Steklov.

## Obras en español
- Introducción a la teoría de grupos dedicado a los estudiantes de secundaria; quienes aplicarían los estudios de grupos en física y soluciones de sistemas de ecuaciones lineales y en la programación lineal, todo ello a través del álgebra lineal. Esta requiere del concepto de grupo, al definir un espacio vectorial. También en cristalografía; por cierto, la rotación, traslación y simetría conllevan la estructura de grupo.

- En el tomo 3 de La matemática: su contenido, métodos y significado escribió el artículo Topología, publicados en 1981 por Alianza editorial de Madrid. Dicha obra fue escrita por un colectivo de matemáticos.

## Literatura
- Günther Frei, Urs Stammbach. Pawel Sergejewitsch Alexandroff 1896-1982, DMV Mitteilungen 1996, N.º 3, pp. 17